# Uppalawanna
Uppalawanna (VI wiek p.n.e.; pali Uppalavannā; sans. Utpalavarnnā; chiń. Liánhūasè bǐqīuní 蓮花色比丘尼) – jedna z głównych uczennic i wyznawczyń Buddy. Słynęła z ponadnaturalnych mocy.

## Życiorys
Urodziła się w rodzinie finansistów w mieście Sawatthi. Była znana ze swej urody, podobnie jak Sundari-Nanda i Khema. Do miasta przybywali mężczyźni z całych Indii pragnący ją poślubić. Zmęczony tym wszystkim jej ojciec zasugerował jej porzucenie tego świata i wstąpienie do jakiejś religijnej wspólnoty. Jednym z pragnących ja mężczyzn był jej kuzyn Ananda, który pragnął ją powstrzymać od tego kroku. W czasie jej pierwszego roku po ordynacji mnisiej dowiedział się, że mieszka ona samotnie w chatce w Andhawanie. Ukrył się pod jej łóżkiem, a gdy Uppalawanna powróciła do domu i położyła się, wyskoczył spod łóżka i zgwałcił ją. Ten przypadek spowodował, że mniszkom od tej pory zabroniono przebywania samym w pustelniach.
W następstwie tego zdarzenia Uppalawanna przeniosła się do wspólnoty mniszek. Pewnego razu podczas medytacji z użyciem światła lampy osiągnęła głęboką koncentrację i następnie oświecenie. Następnie rozwinęła cały szereg nadnaturalnych mocy (abhidźnia; pali abhiñña, sans. abhijña), łącznie z przybieraniem innego kształtu (wikubbana).
Jako dojrzała kobieta otrzymała prawo do ordynowania kobiet, co pierwotnie mógł robić tylko sam Budda.
Jej imię występuje w różnych palijskich tekstach częściej niż jakiejkolwiek innej mniszki. Razem z Khemą były modelowym przykładem kobiety mniszki.